# 조세영
조세영(趙世暎, 1961년 10월 11일 ~ )은 대한민국의 외무공무원이며, 제5대 외교부 제1차관이다.

## 학력
- 서울 신일고등학교 졸업[1]
- 고려대학교 법학과 졸업[2]

## 경력
- 1984년 7월 - 외무부 입부 (84.5. 제18회 외무고시)
- 1990년 6월 - 주일본 대사관 2등서기관
- 1993년 12월 - 주예멘 대사관 1등서기관
- 1996년 2월 - 대통령비서실 파견
- 1999년 7월 - 주샌프란시스코 총영사관 영사
- 2001년 6월 - 주일본 대사관 1등서기관
- 2004년 5월 - 동북아통상과장
- 2005년 12월 - 주중국 대사관 공사참사관
- 2007년 12월 - 주일본 대사관 공사참사관
- 2011년 8월 - 	동북아시아국장
- 2013년 9월 - 외교부 명예퇴직
- 2013년 9월 - 동서대 국제학부 특임교수 겸 일본연구센터 소장
- 2018년 9월 - 외교부 국립외교원장
- 2019년 5월 - 외교부 제1차관[2]

## 상훈
- 2013년 12월 - 대통령표창[2]